# Tomasz Ciecierzyński

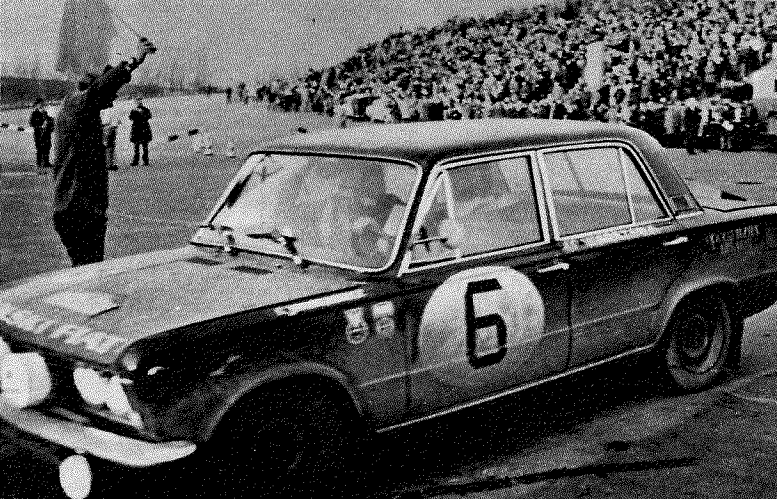
Tomasz Ciecierzyński jadacy jako pilot Andrzeja Jaroszewicza podczas 9. Rajdu Warszawskiego

Tomasz Ciecierzyński  (ur. 1 stycznia 1945) – polski kierowca rajdowy, mistrz Polski w rajdach samochodowych w roku 1976.

## Kariera sportowa
W rajdach zaczął startować od roku 1969, pierwsze sukcesy zaczął odnosić w roku 1971 wygrywając Drugi Nocny Rajd Rzeszowski i Rajd Krokusów z Krakowa do Zakopanego. W tym samym roku zdobył swój pierwszy tytuł mistrza Polski w klasie do 1600 cm3 w grupie pierwszej. Po sezonie 1974, kiedy to po raz kolejny wygrał swoją klasę (I/8), startując seryjnym Fiatem 125p i zdobywając tytuł mistrza Polski, zaproszony został do udziału w starcie w Rajdzie Monte Carlo w zespole fabrycznym FSO. Rajdu Monte Carlo 1975 nie ukończył z powodu awarii układu chłodzenia w swoim samochodzie. Niestety Rajdu Monte Carlo 1975 również nie ukończył. Jego występ w nim został przerwany z powodu niedopełnionych formalności związanych z homologacją Polskiego Fiata 125p, do chwili dyskwalifikacji zajmował bardzo wysoką jedenastą pozycję w klasyfikacji generalnej i pierwszą w swojej klasie. W roku 1976, kierując polskim Fiatem 125p,  zdobył tytuł mistrza Polski w klasyfikacji generalnej, wygrywając dwie z czterech eliminacji i będąc dwa razy drugi. Od roku 1979 prowadził Poloneza 2000. W swojej karierze jeździł  z następującymi pilotami: Piotr Mystkowski, Jacek Różański, Ryszard Żyszkowski, Stanisław Brzozowski.